# پایپر پرابو
پایپر پرابو (انگلیسی: Piper Perabo؛ زادهٔ ۳۱ اکتبر ۱۹۷۶) یک هنرپیشه اهل ایالات متحده آمریکا است. پس از موفقیتش در فیلم کمدی درام کایوت آگلی (۲۰۰۰)، او در فیلم‌های ماجراهای راکی و بولوینکل (۲۰۰۰)، گمشده و شوریدگی (۲۰۰۱)، دوجینش ارزان‌تر است (۲۰۰۳)، جرج و اژدها (۲۰۰۴)، تصور کن من و تو (۲۰۰۵)، دوجینش ارزان‌تر است ۲ (۲۰۰۵)، پرستیژ (۲۰۰۶)، بورلی هیلز چی‌واوا (۲۰۰۸)، حامل (۲۰۰۹)، لوپر (۲۰۱۲)، پروانه سیاه (۲۰۱۷)، انجل سقوط کرده‌است (۲۰۱۹) و سریال درام جاسوسی امور پنهانی (۲۰۱۴–۲۰۱۰) ظاهر شد. او در سال ۲۰۱۱ نامزد دریافت جایزه گلدن گلوب بهترین بازیگر نقش زن در مجموعه تلویزیونی درام شد.

## زندگی شخصی
پرابو در سال ۲۰۱۳، با استیون کی، کارگردان و نویسنده آمریکایی، نامزد کرد. آن‌ها در سال ۲۶ ژوئیه ۲۰۱۴ در نیویورک سیتی ازدواج کردند. آن‌ها فرزندی ندارند اما پرابو مادرخوانده دختر کی است.
پرابو دوست صمیمی لینا هیدی، هم‌بازی‌اش در فیلم‌های غار و تصور کن من و تو است. او به زبان فرانسوی نیز صحبت می‌کند و حامی حقوق ال‌جی‌بی‌تی، زنان و حزب دموکرات است.

## فیلم‌شناسی

### فیلم
- کایوت آگلی (۲۰۰۰)
- ماجراهای راکی و بولوینکل (۲۰۰۰)
- گمشده و شوریدگی (۲۰۰۱)
- دوجینش ارزان‌تر است (۲۰۰۳)
- درون من (۲۰۰۴)
- جرج و اژدها (۲۰۰۴)
- ادیسون (۲۰۰۵)
- غار (۲۰۰۵)
- تصور کن من و تو (۲۰۰۵)
- دوجینش ارزان‌تر است ۲ (۲۰۰۵)
- پرستیژ (۲۰۰۶)
- اولین برف (۲۰۰۶)
- دهم و گرگ (۲۰۰۶)
- برای اینکه من گفتم (۲۰۰۷)
- بورلی هیلز چی‌واوا (۲۰۰۸)
- پروژه لازاروس (۲۰۰۸)
- حامل (۲۰۰۹)
- لوپر (۲۰۱۲)
- خرس خاکستری (۲۰۱۵)
- پروانه سیاه (۲۰۱۷)
- انجل سقوط کرده‌است (۲۰۱۹)
- خودجوش (۲۰۲۰)

### تلویزیون
- هاوس (۲۰۰۷)
- نظم و قانون: قصد جنایی (۲۰۰۹)
- امور پنهانی (۲۰۱۴–۲۰۱۰)
- داستان عامه‌پسند: شهر فرشتگان (۲۰۲۰)

## جوایز
- برنده جایزه سینمایی و تلویزیونی ام‌تی‌وی بهترین لحظه موزیکال برای فیلم کایوت آگلی، سال ۲۰۰۱
- کاندیدای جایزه سینمایی و تلویزیونی ام‌تی‌وی بهترین بازیگر زن برای فیلم کایوت آگلی، سال ۲۰۰۱
- کاندیدای جایزه هنرمند جوان بهترین اجرای گروه بازیگران برای فیلم دوجینش ارزان‌تر است ۲، سال ۲۰۰۶
- کاندیدای جایزه گلدن گلوب بهترین بازیگر نقش زن در مجموعه تلویزیونی درام برای مجموعه تلویزیونی امور پنهانی، سال ۲۰۱۱